# Agylla tumidicosta
Agylla tumidicosta là một loài bướm đêm thuộc phân họ Arctiinae, họ Erebidae.